# デイトン・トロリーバス
デイトン・トロリーバス（英語: Trolleybuses in Dayton）は、アメリカ合衆国の都市であるデイトンのトロリーバス。2023年時点でアメリカ合衆国に残存するトロリーバス路線の1つで、同年現在はデイトン都市圏地域交通局（Greater Dayton Regional Transit Authority、GDRTA）によって運営されている。

## 歴史
デイトン市内における最初の公共交通機関は1847年に営業運転を開始した乗合馬車で、1870年からは道路上に敷かれた軌道を走行する馬車鉄道が開通し、1888年からは路面電車へ順次置き換えられた。だが、時代の経過と共に路面電車は老朽化し、速度の遅さといった利便性の低下も課題として挙げられるようになった。更に、1932年には車庫で火災が発生し、多数の路面電車車両やバスが焼失する事態となった。そこで、新たな交通機関としてトロリーバスを導入することが決定し、最初の路線は1933年4月23日から営業運転を開始した。これはオハイオ州における初のトロリーバス路線となった。

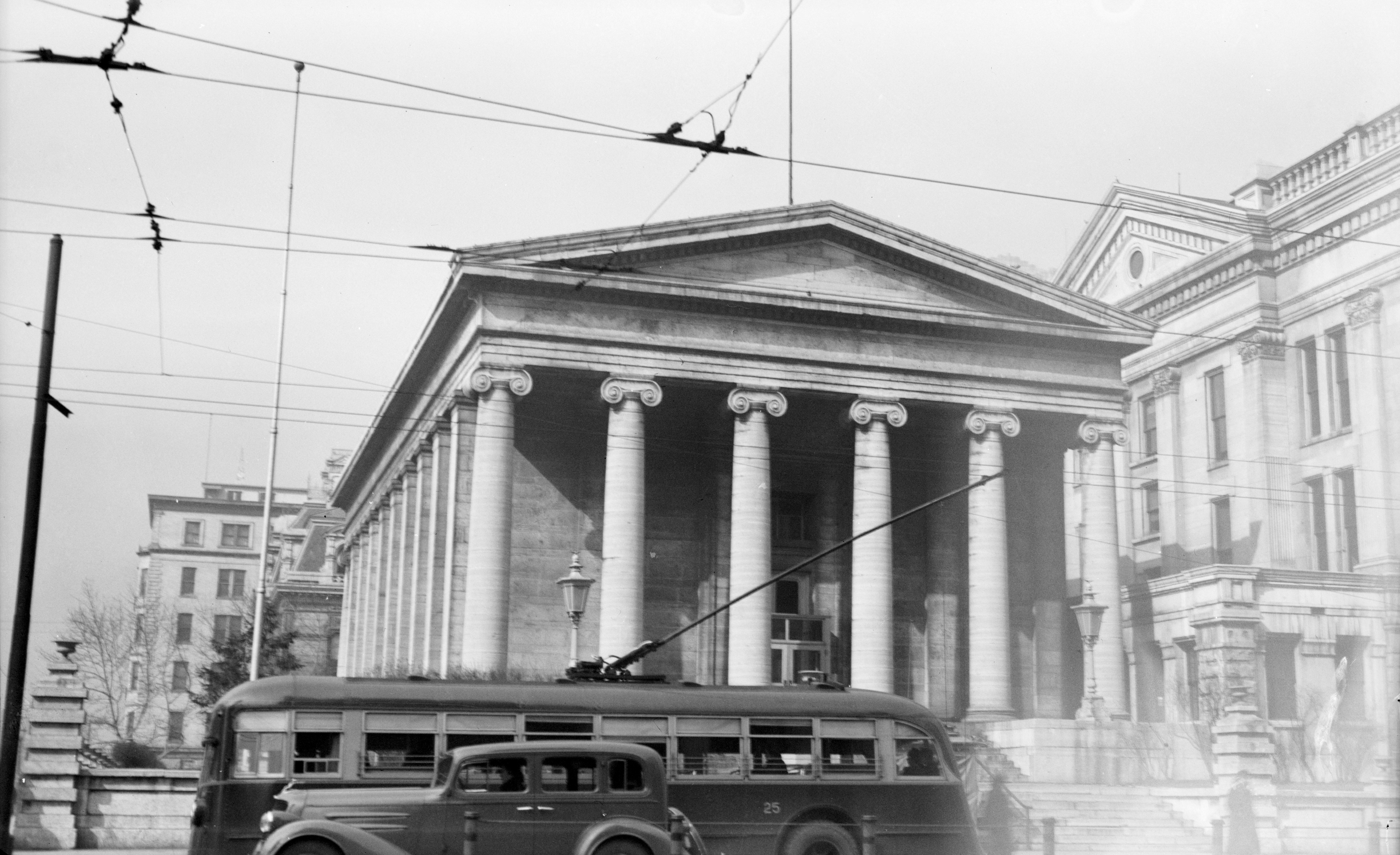
開通当初のトロリーバス（1937年撮影）

当時のデイトンでは複数の事業者が独自に路面電車を運営していたが、そのうち最初にトロリーバスへの転換を開始したのはデイトン・ストリート鉄道（Dayton Street Railway、DSR）であった。以降は他の事業者も追随し、順次路面電車はトロリーバスへ置き換えられた。デイトンに残った最後の路面電車が廃止されたのは1947年9月28日である。その後、これらの事業者は統合を重ね、1955年にはシティ・トランジット（City Transit）に統一され、1972年以降の公営組織への転換を経て2023年現在のデイトン都市圏地域交通局による運営へと至る。

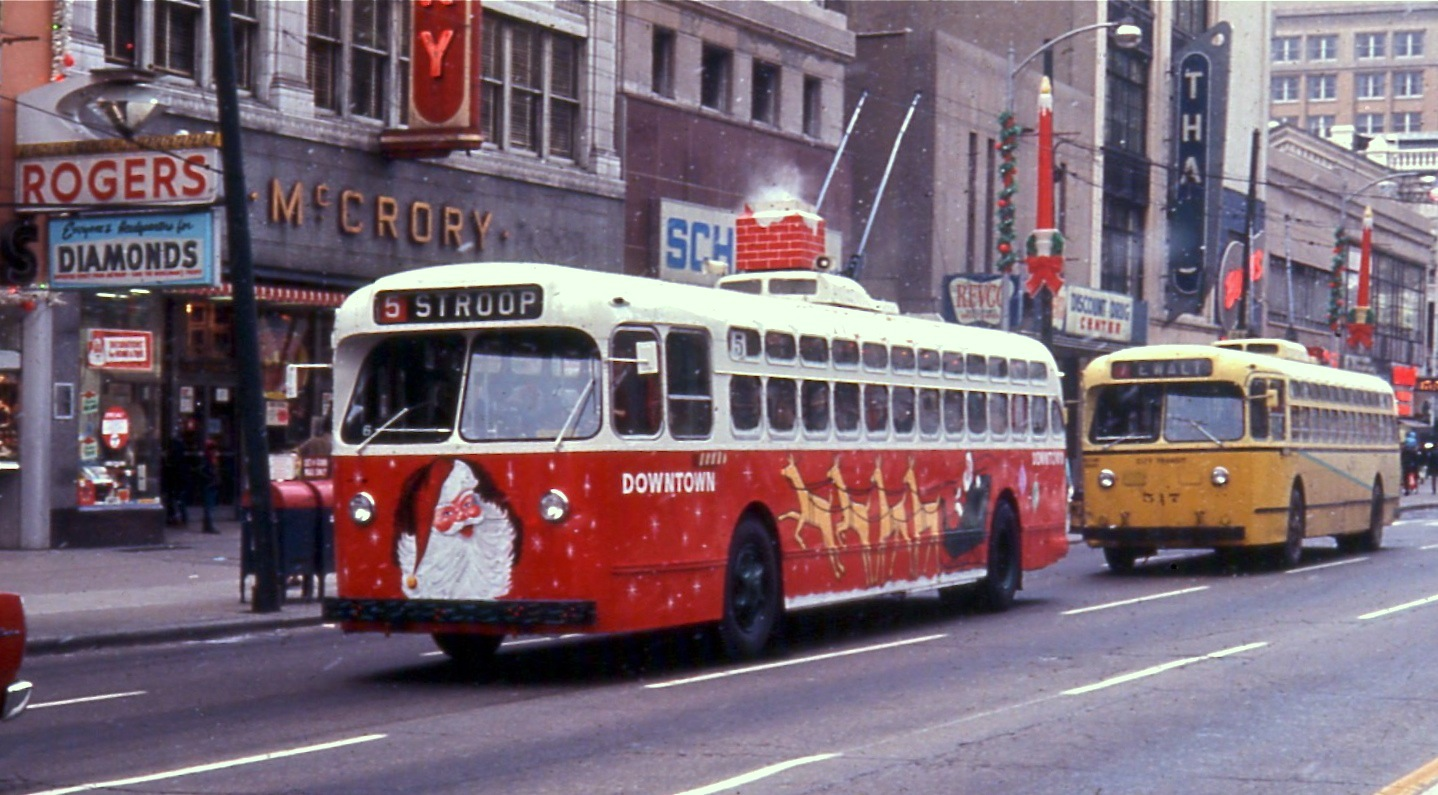
クリスマス用の装飾が施された「クリスマス・トロリー」（1968年撮影）

1980年代後半にはトロリーバス網の一部が路線バスに置き換えられ、全面的な廃止も検討されたが、費用対効果や環境面の有利性が評価され、1991年に撤回された。以降は新型車両の導入といった近代化が継続的に行われている。

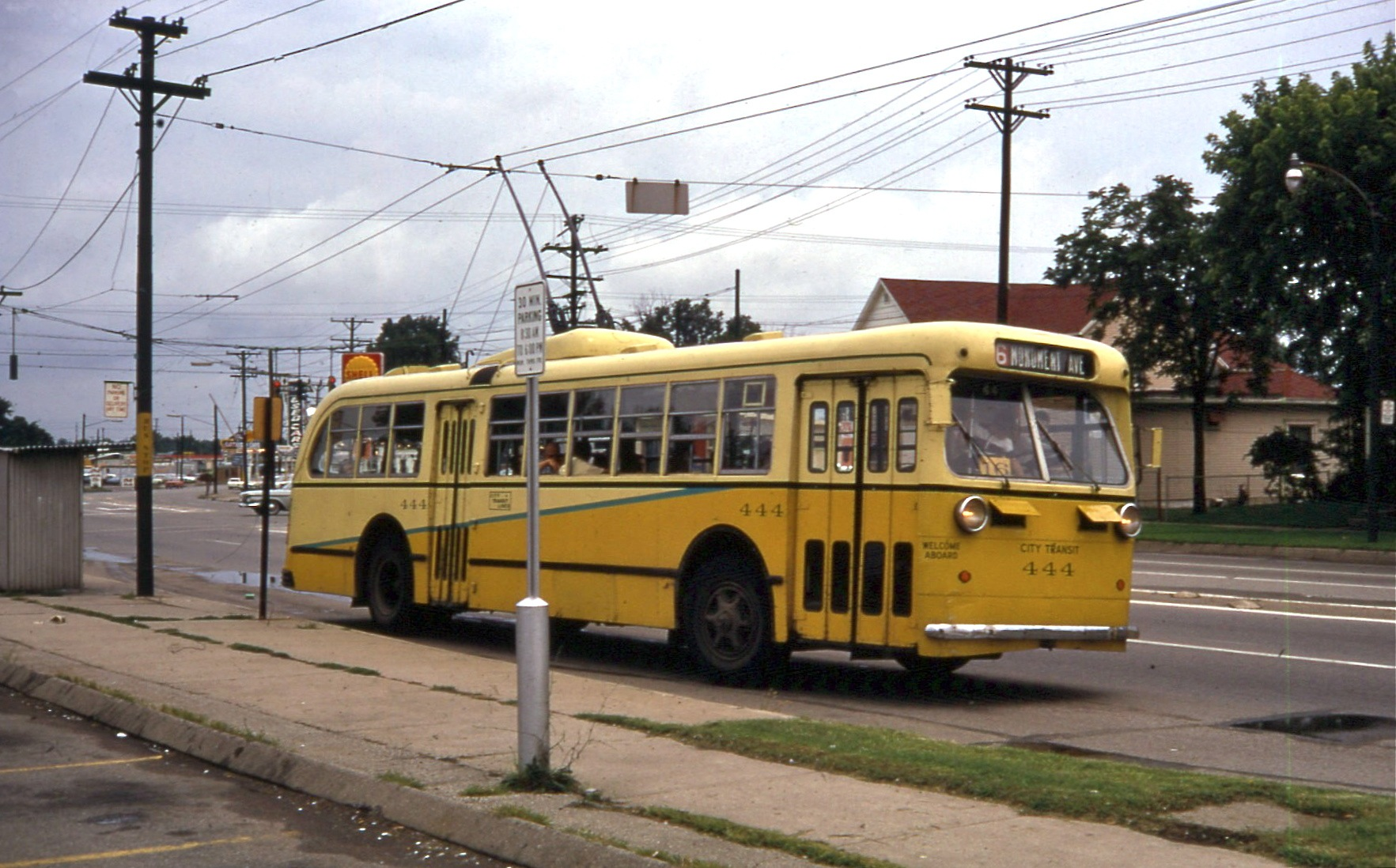
プルマン゠スタンダード製のトロリーバス車両（1968年撮影）
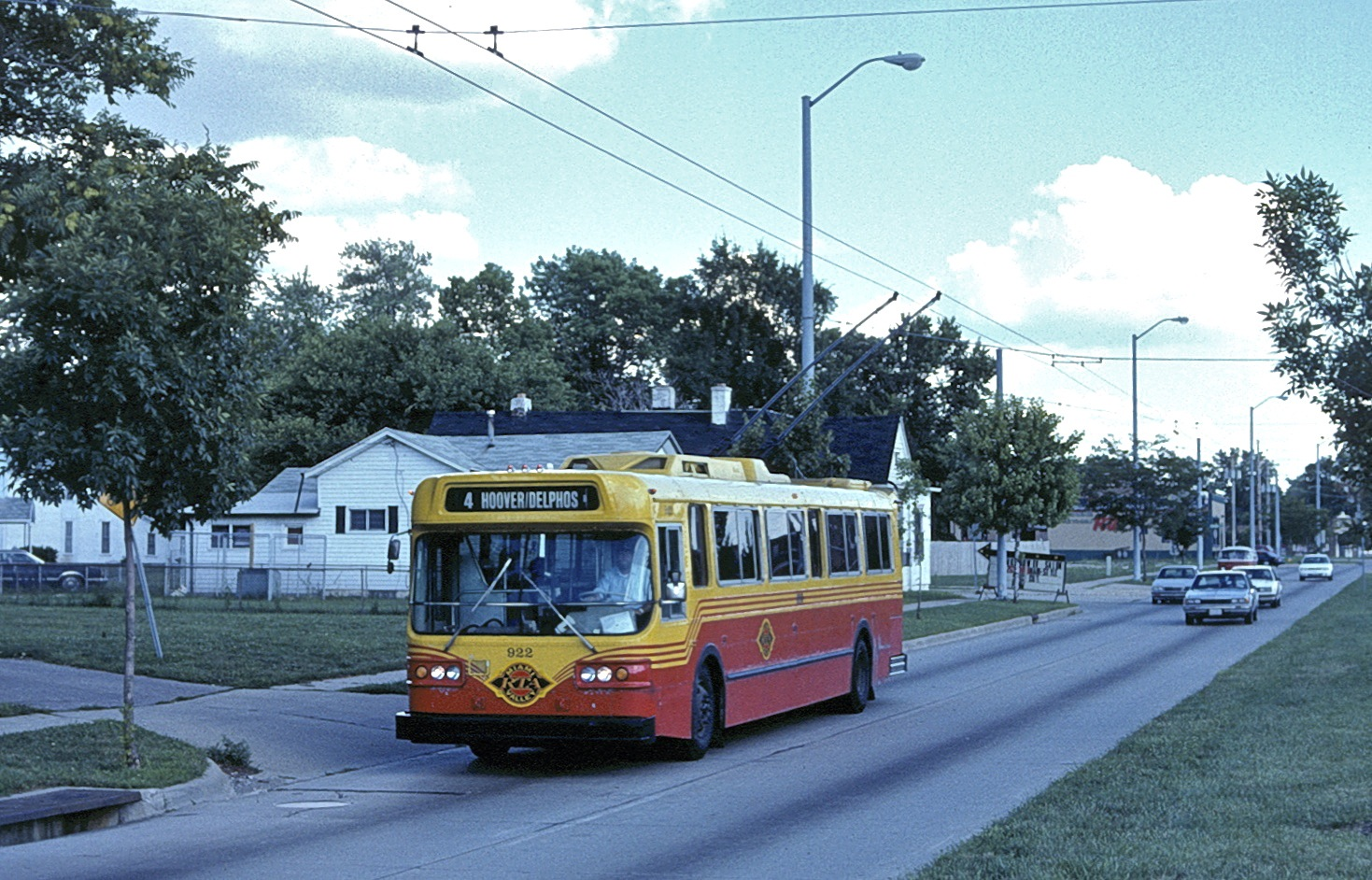
E800は1990年代まで使用された（1996年撮影）
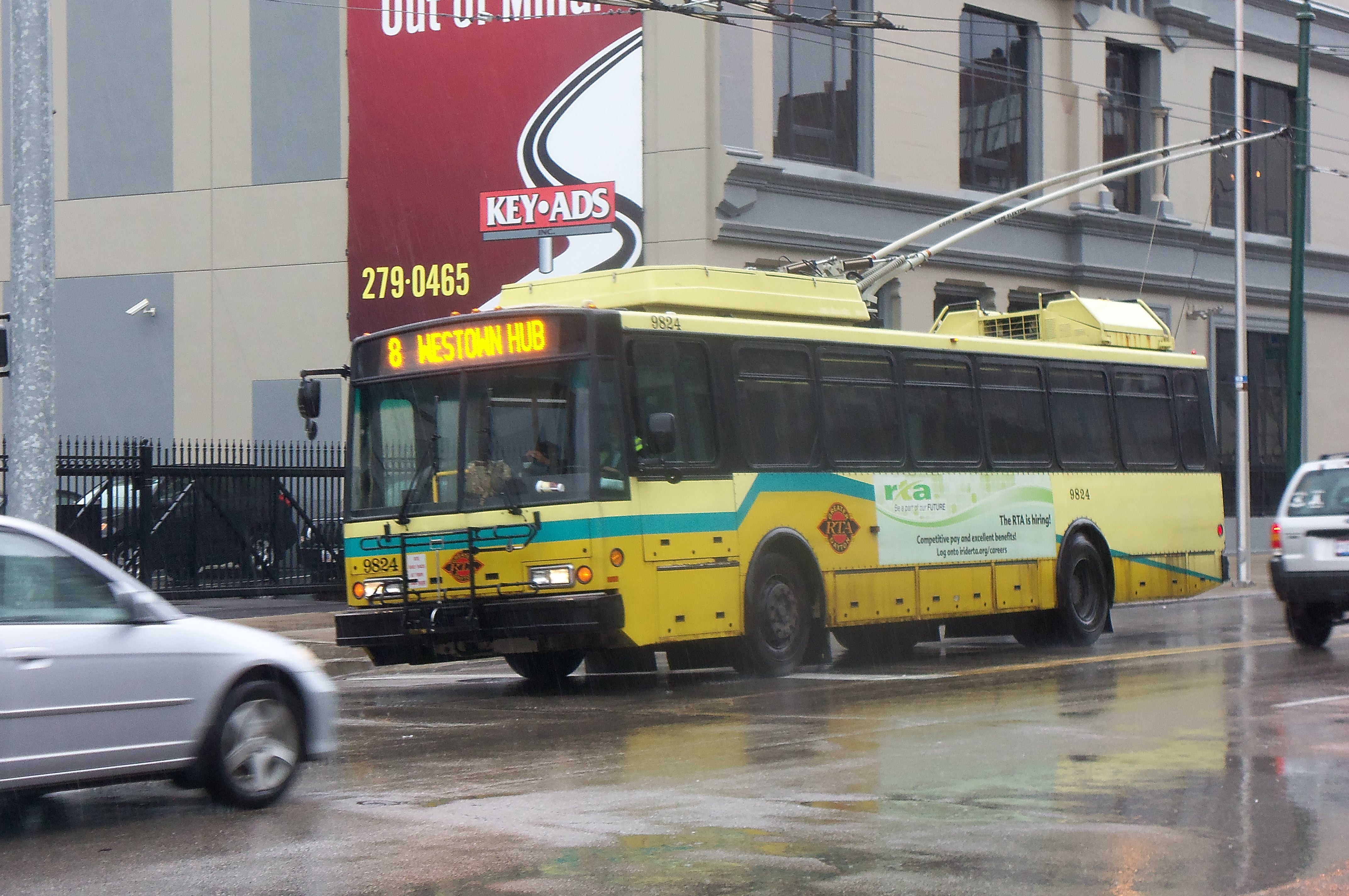
2019年まで使用されたシュコダ14TrE（2016年撮影）
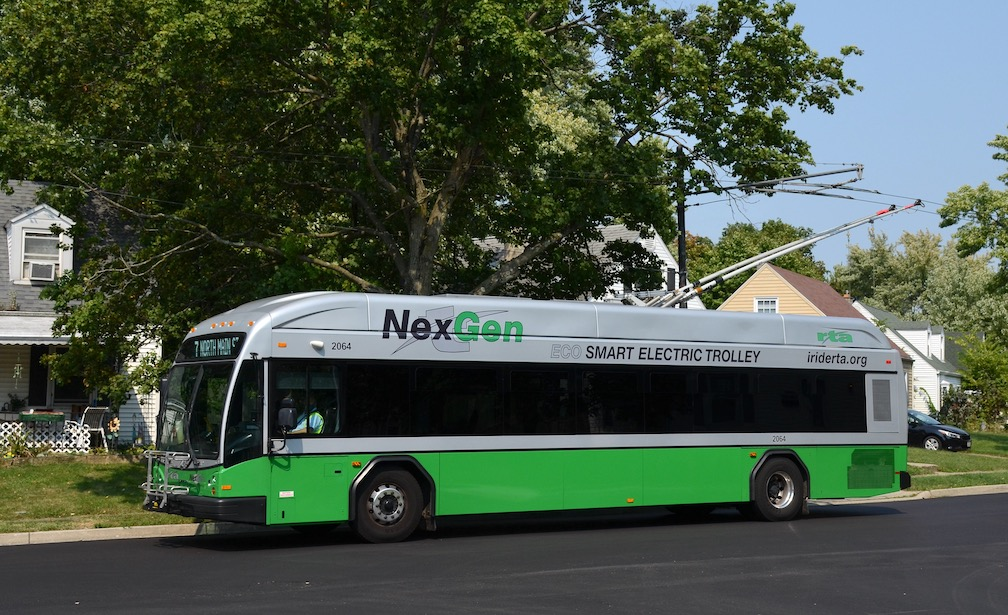
架線レス区間へも直通可能なノンステップ車両（2021年撮影）

## 路線
2023年現在、デイトン市内には以下の5系統のトロリーバス路線が運行している。これらに加えて2021年までは3号線（Townview - Wayne Ave.）および5号線（Eastown - Townview）も運行していたが、乗務員不足が要因となり同年6月以降一部の路線バス系統と共に休止している。
| 系統番号 | 起点                | 終点                       | 備考 |
| -------- | ------------------- | -------------------------- | ---- |
| 1        | Westown Hub         | University @ Student union |      |
| 2        | Northwest Hub       | Eastown Hub                |      |
| 4        | Westown Hub         | Eastown Hub                |      |
| 7        | Patterson @ Woodman | Meijer @ S.R.48            |      |
| 8        | Westown Hub         | Northwest Hub              |      |

## 車両

### 現有車両

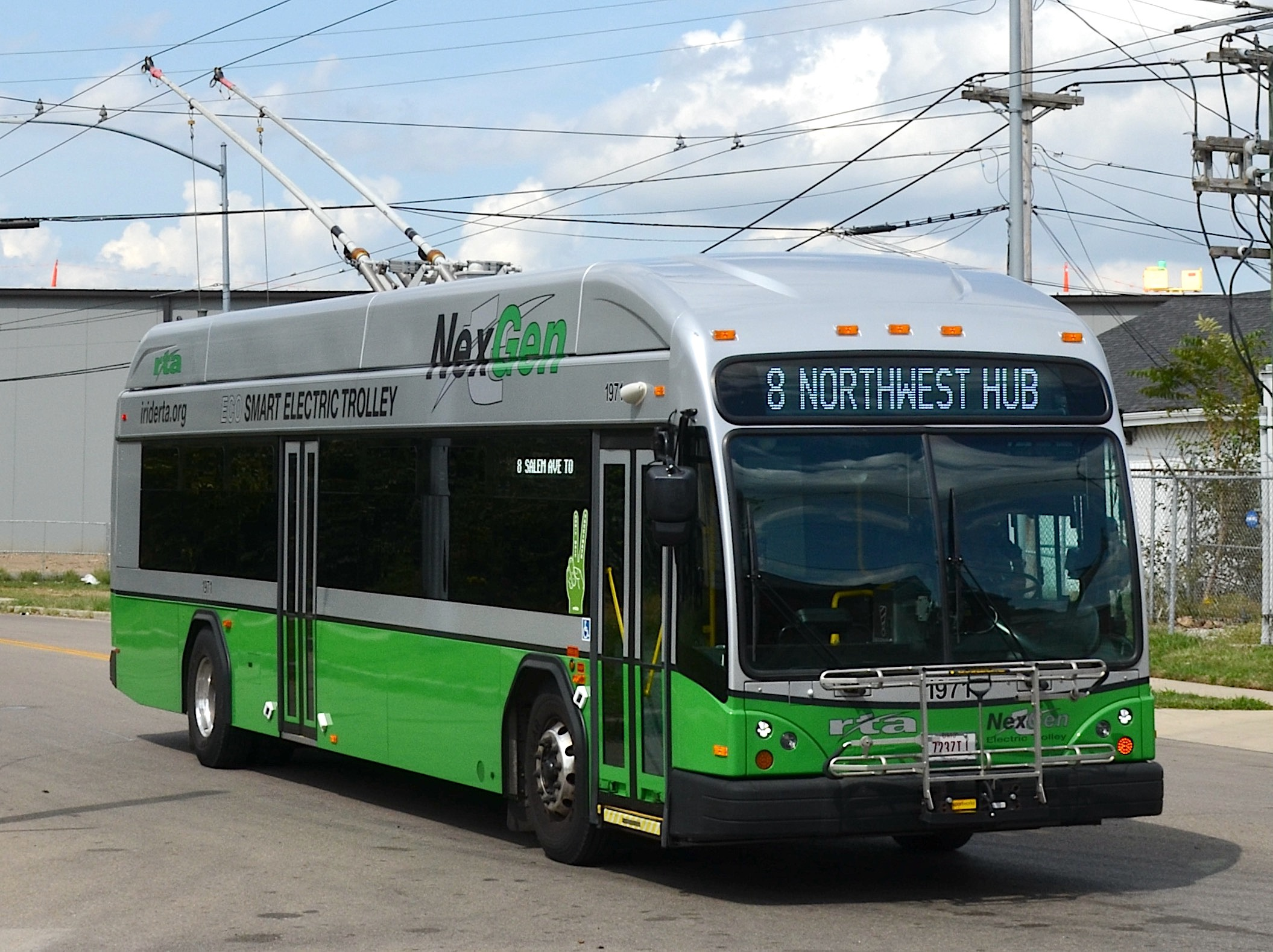
量産車の1971（2021年撮影）

2023年現在、デイトンのトロリーバス路線で使用されているのは、アメリカ合衆国のバスメーカーであるギリッグが製造し、ドイツのキーペ・エレクトリック製の電気機器を用いたノンステップバスである。これらの車両は電化区間に加え架線がない区間でも最大20 kmまで走行可能な性能を有しており、2014年に導入された試作車のうち2両（1401、1402）はディーゼルエンジンを、もう2両（2403、1404）は充電池を搭載していた。その後、2019年から2020年にかけて合計41両（1951 - 1971、2051 - 2070）の量産車が導入されているが、これらの車両は1403・1404と同様の充電池が採用されており、1401・1402についてもディーゼルエンジンの充電池へ交換が予定されている。

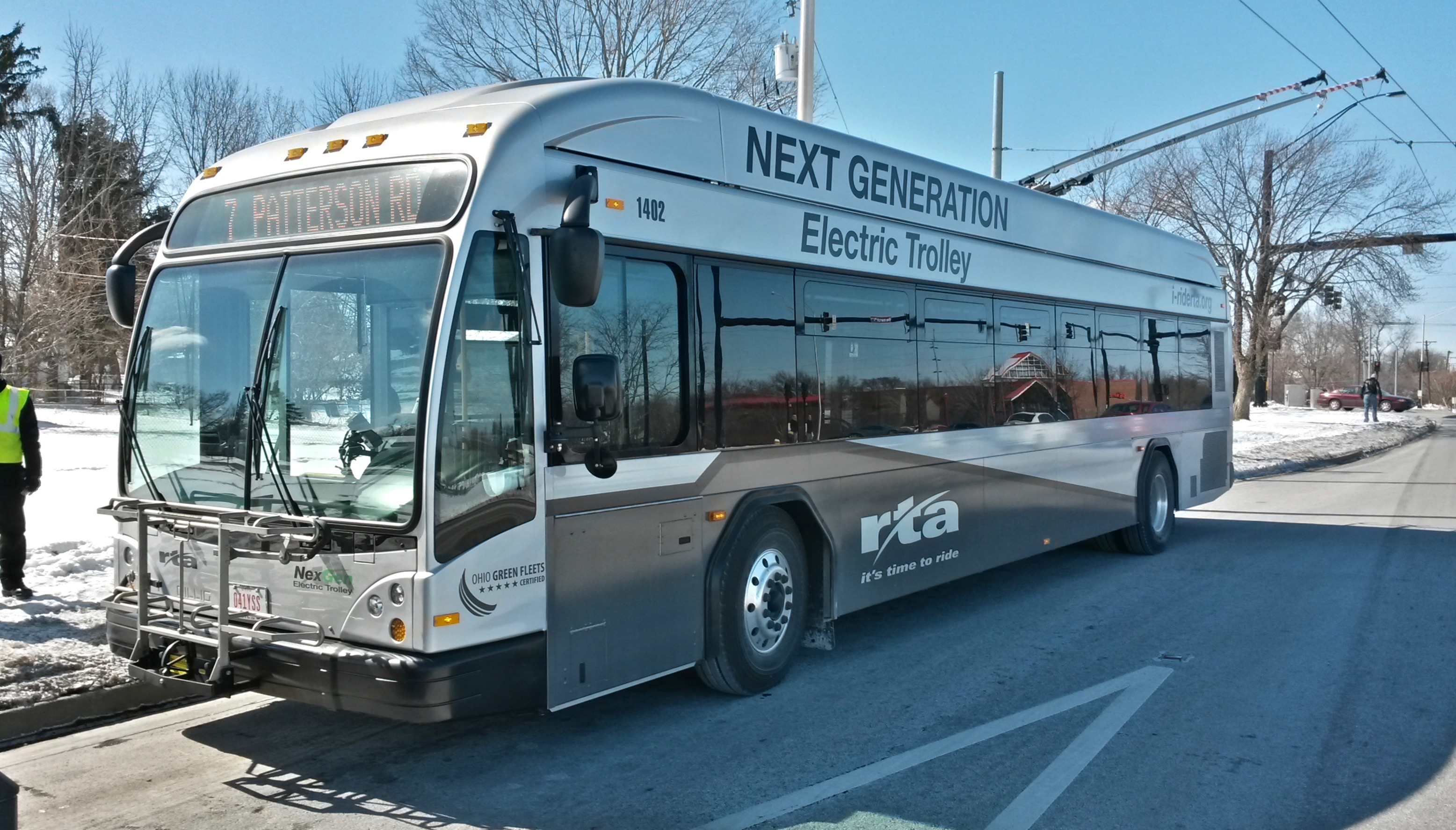
試作車の1402（2015年撮影）

### 過去の車両

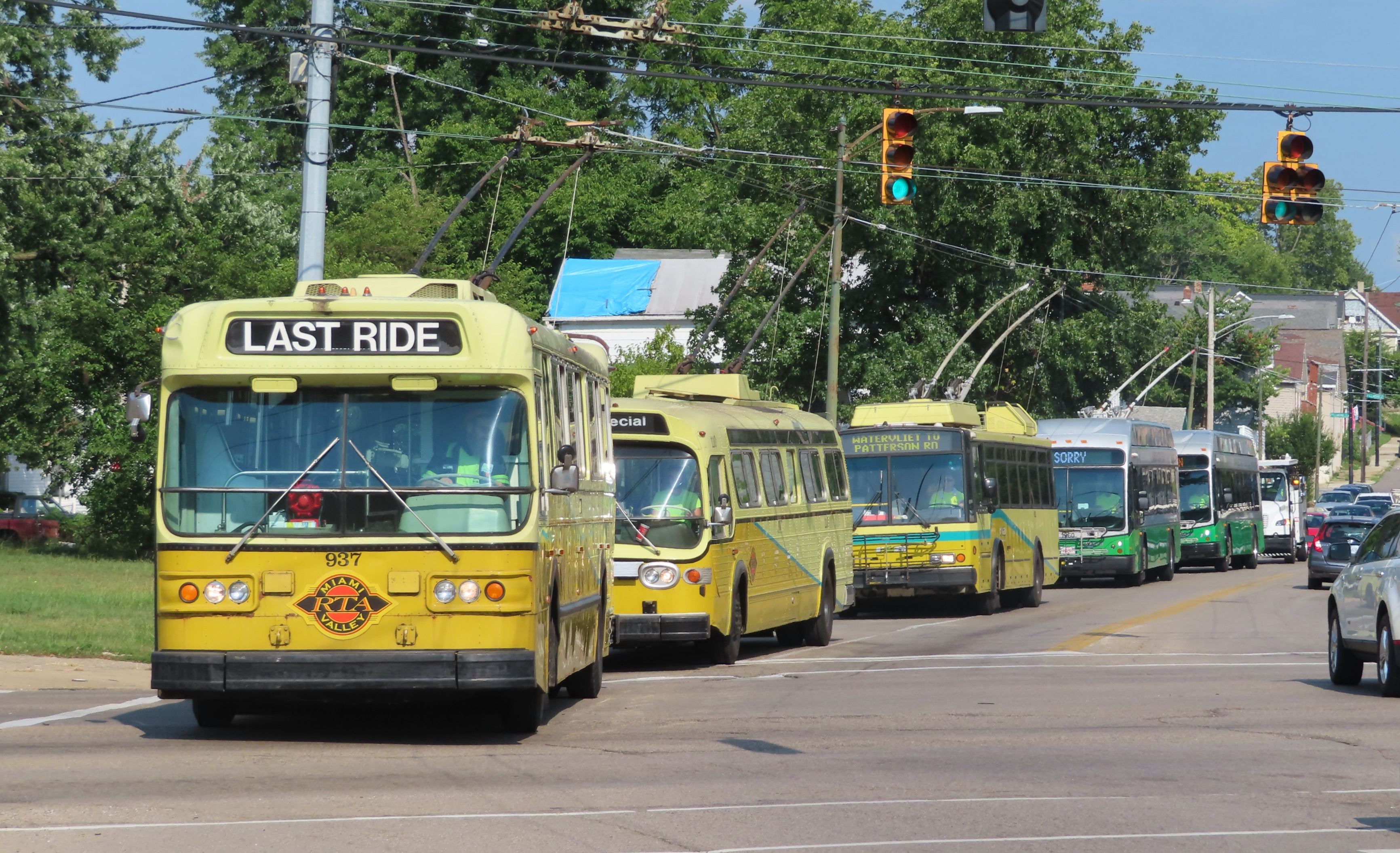
デイトン・トロリーバスの歴代車両のパレード（2021年）撮影

ギリッグ/キーペ製のノンステップバスが導入される以前にデイトンで使用されていたのは、チェコのシュコダとアメリカのAAIコーポレーションの合資企業であったエレクトリック・トランジット（Electric Transit, Inc.、ETI）が製造したシュコダ14TrEであった。シュコダが開発・展開していたシュコダ14Trを基に、アメリカでの使用に適したバリアフリー対応の設備や冷房の設置、車体長の延長、電気機器の改良といった設計変更が行われた車両で、1995年にチェコで試作車3両（9601 - 9603）が製造されたのち、1998年から1999年にかけて量産車（9801 - 9854）が導入された。以降2010年代まで使用されていたが、予備部品の枯渇や老朽化などの要因から置き換えが進み、2019年12月までに営業運転を終了した。以降は一部車両が各地の博物館で現存しており、チェコで保存されている車両も存在する。

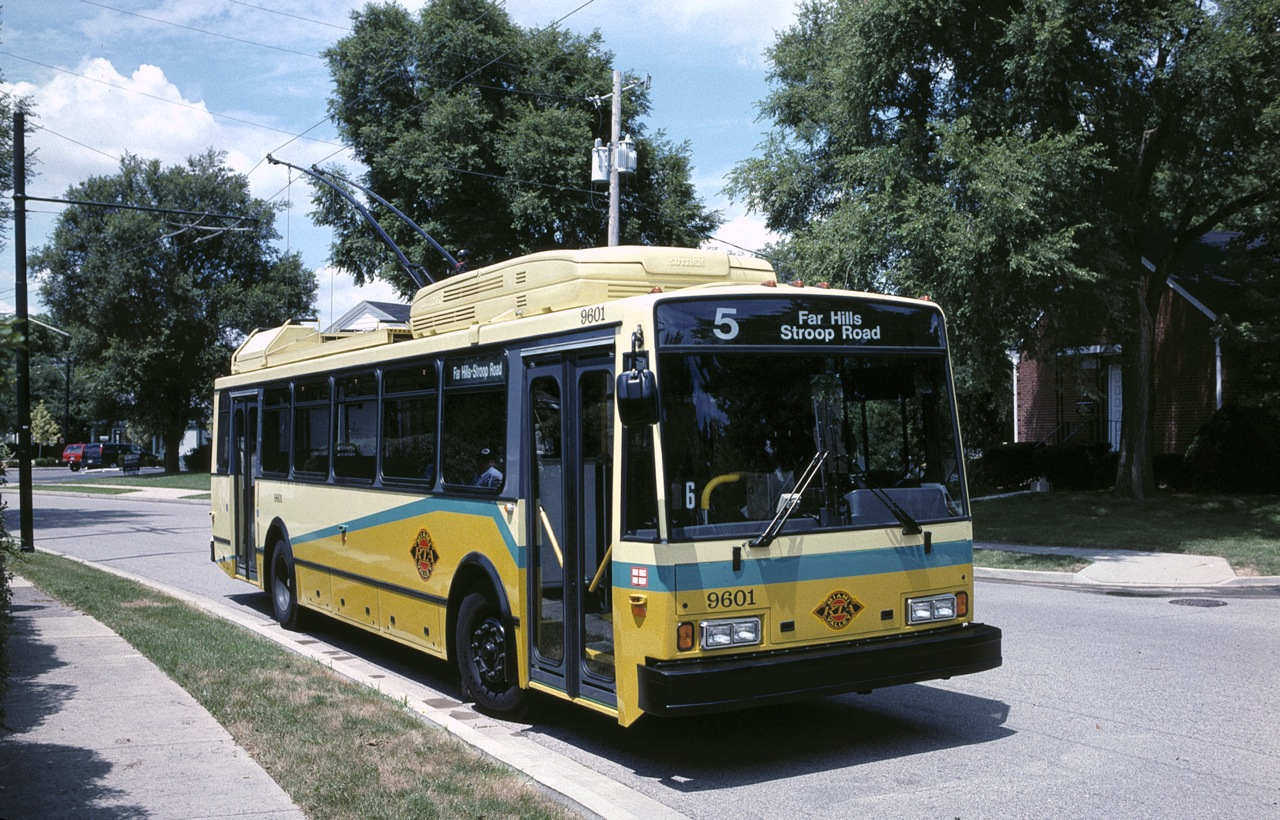
試作車の9601（1996年撮影）
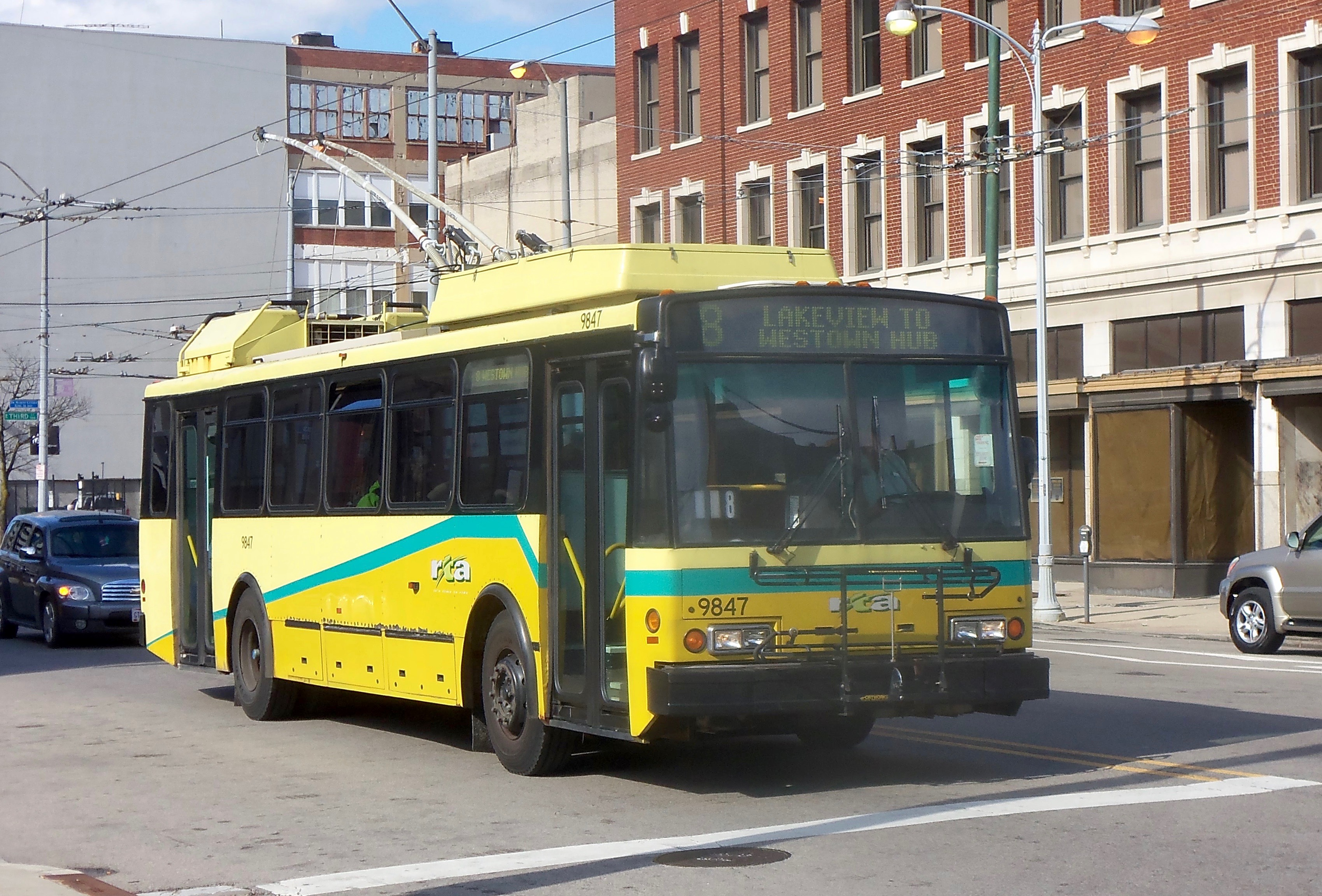
量産車の9847（2016年撮影）

また、このシュコダ14TrE導入前に使用されていた各種車両についても、一部が博物館などに保存されている。

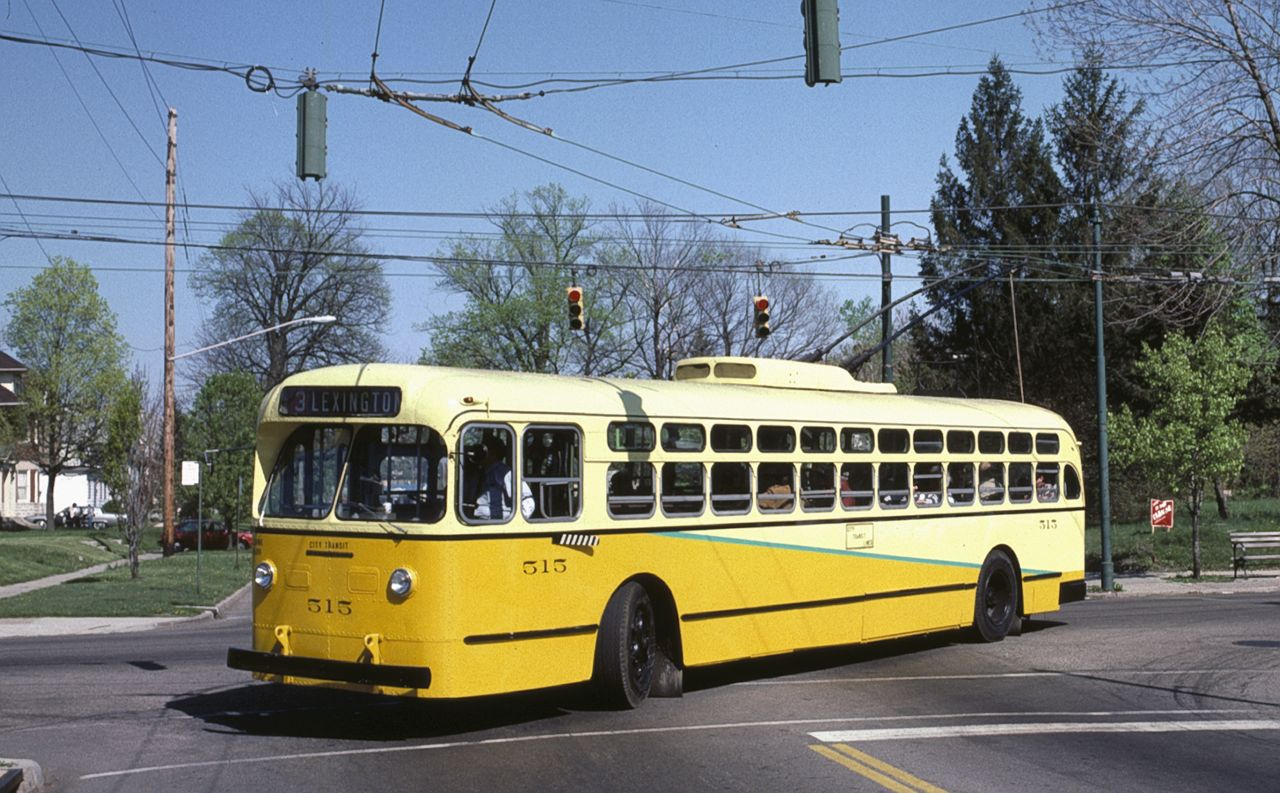
1987年まで動態保存されていた515は1988年以降静態保存が行われている（1987年撮影）